# WellBad (Band)
WellBad (Kunstwort aus dem Zusammenzug engl. well (= gut) + bad (= schlecht)) ist eine deutsche Rock-Noir-/Bluesrock-Band, die 2011 von Daniel Welbat gegründet wurde.

## Geschichte
Daniel Welbat war seit seinem 16. Lebensjahr in der Hamburger Live-Musikszene tätig. Nachdem er im Jahre 2011 sein Debüt-Album Beautiful Disaster aufgenommen hatte, gründete er die Band WellBad. Mitglieder waren Stefan Reich (Kontrabass), Sebastian Meyer (Drums), Simon Andresen (Piano) und Nazim Venutti (E-Gitarre).
Im Jahr ihrer Gründung ging WellBad auf Deutschland- und Schweiz-Tour als Vorband für den britischen Gitarristen Oli Brown. Als Deutschland-Sieger des Emergenza-Festivals spielten sie auf dem Taubertal-Festival und in ganz Deutschland, u. a. in der Markthalle Hamburg, im Astra oder im Ampere.
WellBads genreübergreifender Mix aus Roots-Rock, Jazz, Blues und Hip-Hop hat die Hamburger Band innerhalb kurzer Zeit aufs internationale Parkett befördert.
WellBad gewann 2015 die German Blues Challenge als beste Band.
Der Preis der Deutschen Schallplattenkritik setzte „The Rotten“ 2017 auf die Bestenliste.
Sie spielten TV-Auftritte zur Primetime (ZDF, ARD, RTL, NDR), waren im Vorprogramm von Robert Cray und Tito&Tarantula unterwegs.
2018 begeisterten sie in der berühmten Hamburger Elbphilharmonie das Auditorium.
WellBad traten bei internationalen Festivals auf in Memphis (USA), in Torrita di Siena (Italien) und bei der Canadian Music Week in Toronto.
In Kanada hinterließ die Combo nachhaltigen Eindruck und spielte im Juli 2019 mit großem Erfolg auf dem renommierten Montreal Jazz Festival.
Im Sommer 2019 erschien ihr letztes Studioalbum „HEARTBEAST – The soundtrack to a movie that’s never been shot“.
Am 12. März promoteten WellBad beim WDR Rockpalast ihr Livealbum „Rock Noir-Live“, welches am 1. August 2021 veröffentlicht wurde.

## Rezensionen
„Daniel Welbat treibt die Anverwandlung amerikanischer Spielarten zu einer solchen Perfektion, dass man seine Musik nicht eine Sekunde lang für das Produkt eines deutschen Musikers hält. Tom Waits, Steve Earle und Mark Oliver Everett stehen Pate für diese überbordenden Blues- und Jazz-Rock-Stücke.“

„Well done, WellBad“

„Andere sagen: ‚Ein ganz großartiges Album kommt von einem erst 23-jährigen Hamburger, von dem man künftig noch sehr viel hören wird. WellBad nennt er sich und hat mal eben nebenbei mit ‚Beautiful Disaster‘ die Richtung des Blues der Zukunft vorgegeben.‘“

„Stomping and sentimental!!!“

„Blues für Leute die gar nicht wissen, dass sie Blues mögen...“

„‚Willie Who?‘ ‚The Black What?‘ Egal – vergesst die Alten. WellBad und seine Jungs spielen ihre Musik, und die hat alles, was es braucht: Authentizität, Inhalt, gaaanz viel Gefühl und eine Coolness, die ich sonst nur bei Colin Moore oder Everlast finde.“

## Diskografie (Auswahl)

### Studioalben
- 2011: Beautiful Disaster (CD; Blue Central Records)
- 2015: Judgement Days (CD; Membran, Blue Central Records)
- 2017: The Rotten (CD, LP; Membran)
- 2019: Heartbeast (CD, LP; Blue Central Records)
- 2023: Bad Habits (CD, LP; Blue Central Records)
- 2025: Oyster and Pearl (CD, LP; Blue Central Records)

### Livealben
- 2020: Rock Noir Live (CD; Blue Central Records; Bonus Edition 2021)

### EPs
- 2016: Jackleen (CD, LP; Blue Central Records)

## Auszeichnungen
- 2015: Gewinner der German Blues Challenge